# Xã Terrebonne, Quận Red Lake, Minnesota
Xã Terrebonne (tiếng Anh: Terrebonne Township) là một xã thuộc quận Red Lake, tiểu bang Minnesota, Hoa Kỳ. Năm 2010, dân số của xã này là 147 người.